# Mauro Del Vecchio
Mauro Del Vecchio (Roma, 7 giugno 1946 – Milano, 5 luglio 2025) è stato un generale e politico italiano.

## Biografia
Ufficiale di carriera dell'Esercito Italiano. Dopo l'accademia militare di Modena è stato tenente e capitano dell'8º Reggimento bersaglieri. Ha comandato da tenente colonnello il 1º Battaglione Bersaglieri “La Marmora”. Poi è stato ufficiale di Stato Maggiore, ricoprendo diversi incarichi, in ultimo quello di Capo ufficio addestramento (1993 - 1997). Promosso generale di brigata ha comandato la Brigata bersaglieri "Garibaldi", guidando operazioni all'estero con la Brigata Multinazionale Ovest, nel 1997 in Bosnia, e nel 1999 nella missione KFOR in Macedonia e in Kosovo.
Promosso Generale di divisione, ha ricoperto la carica di comandante della Scuola di Applicazione.
Da Generale di corpo d'armata ha comandato dal febbraio 2004 al settembre 2007 il Corpo d’Armata di Reazione Rapida italiano della NATO, ed è stato Comandante delle forze NATO in Afghanistan nell'ambito dell'operazione ISAF dal 2005 al 2006.
Il 5 settembre 2007 è stato nominato al vertice del Comando operativo di vertice interforze, fino al 7 marzo 2008.
Nel marzo 2008 si candida alle politiche nelle file del Partito Democratico, ed è eletto il 13 aprile senatore nella circoscrizione del Lazio. Diviene componente della commissione Difesa e della delegazione OSCE. Resta senatore fino al marzo 2013.
Ha sposato in seconde nozze la giornalista di moda Anna Repellini.